# Horní čp. 135 (Prachatice)
Horní č. p. 135 je renesanční měšťanský dům v Horní ulici v Prachaticích, vzniklý v 16. století spojením dvou původních gotických domů. Fasádu domu pokrývá hrubá, pouze zednickou lžící strhávaná, omítka přirozeně pískové barvy s bílým nárožním kvádrováním a bílými šambránami kolem oken. Průčelí vrcholí původní renesanční atikou ve formě cimbuří s vpadlými políčky. Dům je součástí městské památkové rezervace Prachatice. Od 3. května 1958 chráněná kulturní památka.

## Popis domu
Řadový jednopatrový dům s druhým, původně pouze půdním, atikovým patrem, vrcholící atikou ve formě cimbuří. Průčelí navazující plynule na sousední domy je lehce zalomeno. Zalomení, mezi druhou a třetí okenní osou, je pravděpodobně v místě rozhraní dvou původních gotických domů. Fasáda na pravé straně předstupuje do ulice před sousední dům č.p. 136. Uliční průčelí je co do počtu okenních otvorů čtyřosé, dřevěná okna jsou v levé části objektu v přízemí a prvním patře osazena do kamenných ostění, dělených do kříže a rozdělena menšími okenními tabulkami. Okna v pravé části objektu jsou bez ostění a jsou dvoukřídlá osmitabulková, v atikovém patře šestitabulková. Kamenná ostění oken vlevo byla doplněna v roce 1979, na základě hloubkového stavebně historického průzkumu z roku 1978. Zcela vpravo na nároží je vysoká štíhlá nika s bílým orámováním, konturovaná černou linkou. Nika je pravděpodobně gotického původu, z doby, kdy pod ním existoval vstup do pravého domu. Nika sloužila pravděpodobně pro umístění sochy. Zde se lze, vhledem k neobvykle protáhlému tvaru, domnívat, že nika byla připravena pro konkrétní sochu svatého (např. sv. Kryštofa nesoucího Ježíška). V přízemí stlačeně klenutý vjezd pozdně klasicistního původu s bílým orámováním. Vstupní vrata jsou novodobá. Průčelí zakončeno atikou s cimbuřím s vpadlými políčky. Cimbuří odděluje od atikového patra plasticky členěná římsa. Atiku prolamují čtyři otvory, podle vyobrazení na obraze Jindřicha de Verle jich bylo šest, zazděný je tedy jeden levý a pak i středový otvor, původně sloužící pro střešní žlab. Nad okny atiky probíhá pod vlastním cimbuřím mírně profilovaná římsa s fabionem. Střecha za atikou je sedlová, podélně orientovaná. Původní renesanční střecha byla dvoupultová, se středovým úžlabím a otvorem v atice pro střešní žlab vyústěný do ulice. Fasáda domu je pokryta hrubou, pouze zednickou lžící strhávanou, omítkou přirozeně pískové barvy s bílým nárožním kvádrováním a orámování okenních otvorů. Zadní fasádu domu (v rozsahu zadního obvodového zdiva levého traktu) tvoří úsek gotické hradební zdi ze 14. století, na konci zahrady je vnější hradební zeď z přelomu 15. a 16. století. Dispozici přízemí tvoří spodní síň s hřebínkovou klenbou, se střední plochostropou chodbou a bočním schodištěm se světlíkem při kraji. Zadní část dispozice má valeně klenutý prostor, pokračující do přístavku ve dvoře, místnosti vlevo klenuty do traverz. Dům je podsklepen, sklep v předu je valeně klenutý s cihel, zaklenutí sklepa pravděpodobně renesančního původu.
K hodnotným prvkům náleží zejména pojetí uliční fasády s atikou zakončenou cimbuřím, hodnotné jsou rovněž klenuté prostory v přízemí, v některých případech s vytaženými hřebínky na hranách, sklepní prostor, samotná dispozice přízemí a zasazení objektu v historické struktuře města.

## Historie domu

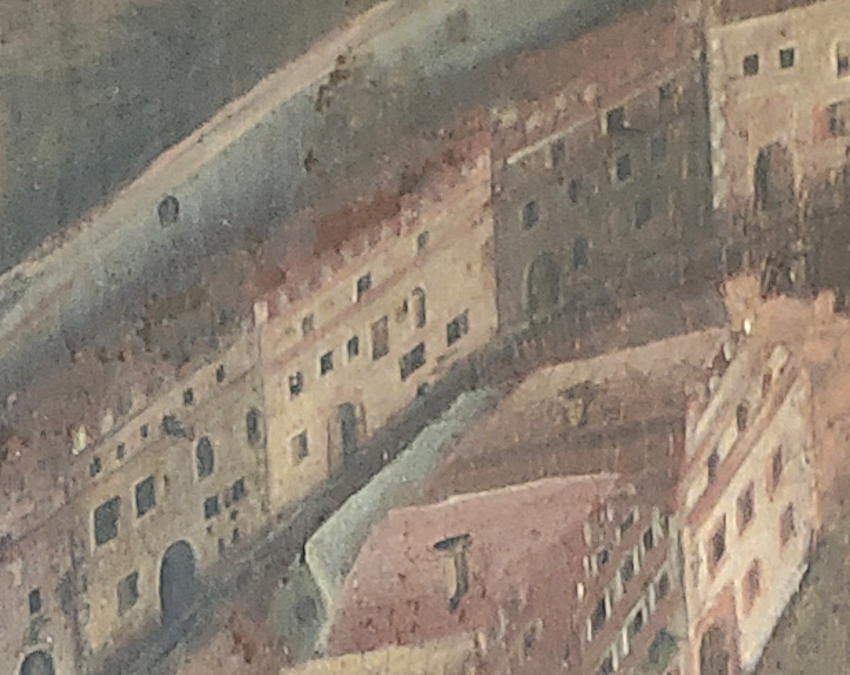
Vyobrazení č.p. 135 (vlevo) na obraze Jindřicha De Verle z roku 1670.

Existenci dvou domů na tomto místě lze předpokládat již ve 14. století. Po požáru města v roce 1501 proběhla výrazná přestavba, jež je základem hmoty dnešního objektu. Pravděpodobně kolem poloviny 16. století byly spojeny oba gotické domy na úzkých parcelách v jeden celek, prodlouženy ke vnitřní gotické městské hradbě a sjednoceny společnou atikou. Dále byly v renesanci nově zaklenuty sklepy (do té doby pravděpodobně kryté pouze trámovým stropem). Střecha za atikou byla změněna na dvoupultovou, příčně orientovanou k průčelí, se středovým úžlabím a otvorem v atice pro střešní žlab. Dům možná nebyl, jako jeden z mála domů ve městě, poškozen při velkém požáru města v roce 1832. Fasáda byla dále upravena v 19. století klasicistně. V rámci zřízení druhého patra pro potřebu bydlení byly v roce 1920 původní otvory v atice zvětšeny pro nová okna, odstraněna byla původní renesanční půdní okénka a zazděn středový výtokový otvor z úžlabí střechy. Na počátku 80. let 20. století došlo k výměně původní konstrukce krovu, v roce 1979 byla navrácena kamenná ostění oken v levé části fasády na základě předcházejícího stavebně historického průzkumu a fasádu pokryla nová hladká vápenocementová omítka s jednoduchým oranžovým orámováním okenních otvorů. V roce 2014 bylo, na základě hloubkového stavebně historického průzkumu z roku 1978, rozhodnuto o rekonstrukci fasády tak, aby se výsledné řešení připodobnilo původnímu řešení fasády z doby přelomu pozdní gotiky a rané renesance.